# Opletník břečťanovitý
Opletník břečťanovitý (Calystegia hederacea) je exotická, popínavá, vytrvalá bylina z rodu opletník, která se ve druhé polovině 20. století dostala neznámým způsobem do přírody České republiky.

## Výskyt

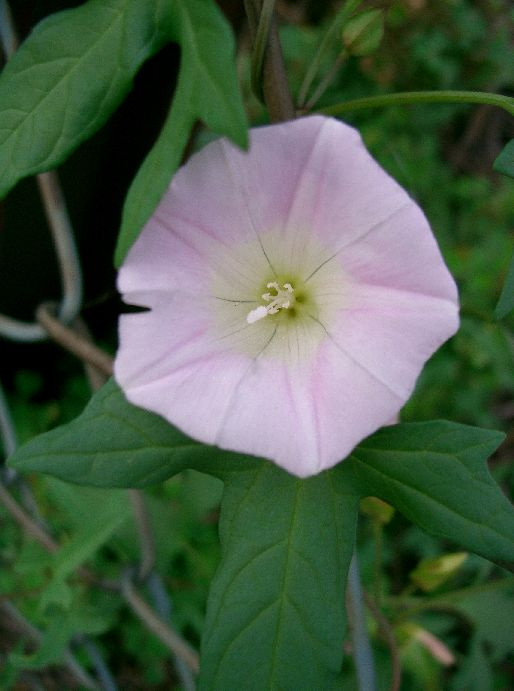
Květ

Druh je původní ve východní a jižní Asii a snad i v severní Africe. Jako zavlečený je uváděn ze Severní Ameriky, kde se dostal na pole s kontaminovanými hlízami brambor. V Evropě byla tyto rostlina poprvé spatřena před více než čtvrt stoletím v Kojetíně, v usazovacích nádržích cukrovaru, kam se splachuje hlína při čištění řepných bulev; roku 1986 bylo s jistotou určeno, o jaký druh květeny se jedná. Se zrušením cukrovaru však lokalita zanikla a s ní i výskyt tohoto nepůvodního druhu.
V roce 2007 byla v podobném prostředí, u 25 km vzdáleného cukrovaru v Prosenicích nalezena další populace opletníku břečťanovitého, který se má čile k světu a dává naději, že tam přežije i do budoucna. Protože se jedná o typický do Česka zavlečený neofyt, nemá tento druh nárok na ochranu poskytovanou původní české floře.
Od prvního cukrovaru k druhému se mohl díl oddenku dostat na kolech projíždějících nákladních automobilů. Není však objasněn způsob, jak se opletník břečťanovitý vůbec do ČR dostal, v současnosti byl v Evropě zjištěn ještě v Itálii.

## Popis
Vytrvá, téměř lysá rostlina s až 3 m dlouhou ovíjivou lodyhou vyrůstající z dlouhého plazivého oddenku. Lodyha je střídavě porostlá listy s řapíky o délce 2 až 6 cm. Trojúhelníkovitě střelovité listové čepele, 3 až 11 cm dlouhé, mají dva laloky směřující do stran a jeden lalok zřetelně oddělený, úzce trojúhelníkový, směřující vzhůru. Postranní laloky mají po obvodu 2 až 3 zuby a zářez mezi nimi je ve tvaru širokého písmene U.
V paždí listů jednotlivě vyrůstají na dlouhých hranatých stopkách poměrně velké světlé květy měřící v průměru 3 až 3,5 cm. Jsou podepřené dvěma, u báze se dotýkajícími nebo slabě se překrývajícími, vejčitě kopinatými až srdčitými listenci nekryjícími zcela trvalý kalich tvořený pěti podlouhlými lístky 1 až 1,5 cm dlouhými. Nálevkovitá, světle růžová nebo bělavá, mírně pětiúhlá koruna má pět jemných plátků 2 až 3,5 cm dlouhých. Tyčinky nesoucí prašníky bývají dlouhé 13 až 20 mm, horní semeník má 10 až 13 mm dlouhou čnělku s bliznou.

## Rozmnožování
Rostliny v českých podmínkách kvetou od července do října, plody jsou asi centimetrové tobolky. Květy však ani v domovině nevytvářejí plodná semena a opletník břečťanovitý se rozmnožuje pouze oddenky které obsahují alkaloidy a jsou pro lidí toxické.